# Закон о защите американских военнослужащих
Закон о защите американских военнослужащих (англ. American Service-Members' Protection Act, ASPA), официально Title 2 of Public Law No. 107—206, H.R. 4775, 116 Stat. 820, неформально акт о вторжении в Гаагу (англ. Hague Invasion Act) — принятый в 2002 году федеральный закон Соединенных Штатов, запрещающий сотрудничество с Международным уголовным судом (МУС).
Закон ставит своей целью «защиту военнослужащих Соединенных Штатов Америки и других избранных и назначенных должностных лиц правительства Соединенных Штатов Америки от уголовного преследования международным уголовным судом, участником которого Соединенные Штаты не являются». Принятие ASPA было связано с началом работы Международного уголовного суда 1 июля 2002 года и сопровождалось рядом других внешнеполитических мер — в частности, отзывом подписи Билла Клинтона под Римским статутом и проведением через Совет Безопасности ООН резолюции 1422, также обеспечивающей защиту от юрисдикции МУС странам, не являющимся участниками МУС.
Хотя администрация Клинтона первоначально поддерживала учреждение Международного уголовного суда, и президент Клинтон подписал Римский статут в 1998 году, эта инициатива подвергалась критике внутри страны; администрация Джорджа Буша-младшего была настроена к Международному уголовному суду враждебно. Хотя США не ратифицировали Римский статут и не стали участником МУС, правительство США опасалось, что американские граждане — в частности, военнослужащие, действующие в разных странах мира в рамках операции «Несокрушимая свобода» — могут быть осуждены Международным уголовным судом. В 1998 году Дэвид Шеффер, посол США по особым поручениям, связанным с военными преступлениями США, сформулировал в выступлении перед Конгрессом опасения следующим образом: миротворческие силы из страны, не являющейся участником суда (то есть США), действующие в стране, которая участником суда является, могут попасть под юрисдикцию суда.
Законопроект был внесен в Конгресс сенатором от штата Северная Каролина Джесси Хелмсом и членом Палаты представителей от штата Техас Томом Делеем в качестве поправки к Закону о дополнительных ассигнованиях 2002 года для дальнейшего восстановления и реагирования на террористические атаки на Соединенные Штаты (HR 4775), принятому в ответ на террористические акты 11 сентября 2001 года. Законопроект был подписан президентом США Джорджем Бушем и вступил в силу 2 августа 2002 года. В том же году правительство США отозвало подпись Клинтона под Римским статутом.
ASPA уполномочивает президента США использовать «все необходимые и надлежащие меры для освобождения любых лиц на службе США или их союзников, если такие лица были задержаны или подвергнуты лишению свободы Международным уголовным судом или кем-либо от его имени или по его поручению». Такая расплывчатая формулировка не исключает даже использования военной силы против Нидерландов — страны, где расположен Международный уголовный суд; в силу этого СМИ и правозащитные организации, как Human Rights Watch, называли ASPA «законом о вторжении в Гаагу».
Закон запрещает американским органам власти и ведомствам всех уровней, в том числе судам и правоохранительным органам, оказывать какую-либо помощь МУС; запрещает выдачу Международному уголовному суду любых лиц из США, а также передачу суду секретной информации в области национальной безопасности и правопорядка. Закон также запрещает США оказывать военную помощь странам, являющимся участниками Международного уголовного суда, то есть странам, подписавшим и ратифицировавшим Римский статут Международного уголовного суда, однако допускает многочисленные исключения — этот запрет не распространяется на членов НАТО, основных союзников, не входящих в НАТО, Тайвань и страны, заключившие с США соглашение по Статье 98, согласившись не передавать суду граждан США. К июню 2005 года США заключили такие соглашения с более чем сотней стран мира, зачастую под значительным политическим и финансовым давлением.